# Tyto gigantea
Espèce
Tyto gigantea est une espèce fossile d'oiseaux strigiformes de la famille des Tytonidae (l'une des deux familles de chouettes).

## Systématique
L'espèce Tyto gigantea est décrite pour la première fois en 1973 par le naturaliste Peter Ballmann (de).

### Publication originale
- (de) Peter Ballmann, « Fossile Vögel aus dem Neogen der Halbinsel Gargano (Italien) », Scripta Geologica, Leyde, vol. 17,‎ 1973, p. 1-75 (lire en ligne [PDF], consulté le 23 juin 2014) (protologue de Tyto gigantea.)

### Paléoenvironnement
Elle vivait aux époques géologiques du Miocène supérieur jusqu'au Pliocène inférieur,.

### Aire de répartition

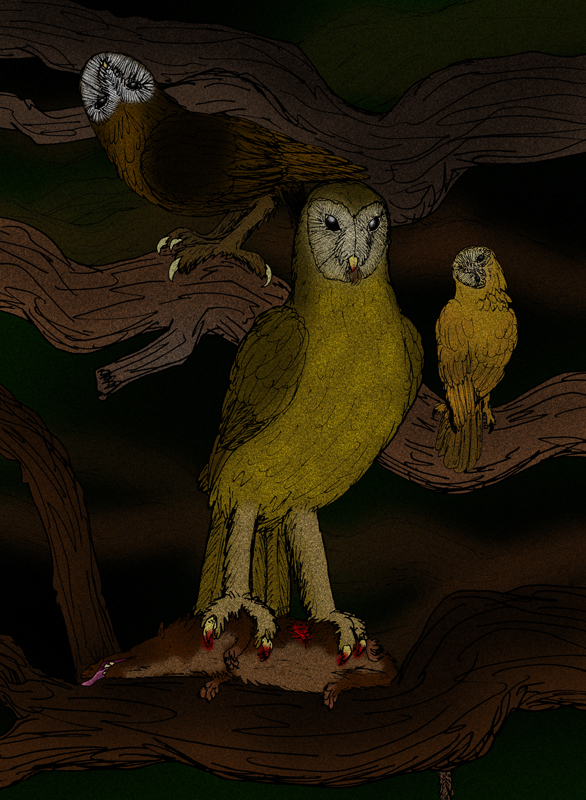
Reconstitution schématique deTyto gigantea.

Cette effraie a été découverte dans le Gargano, en Italie, l'éperon nord de la botte italienne.